# 킬 운하

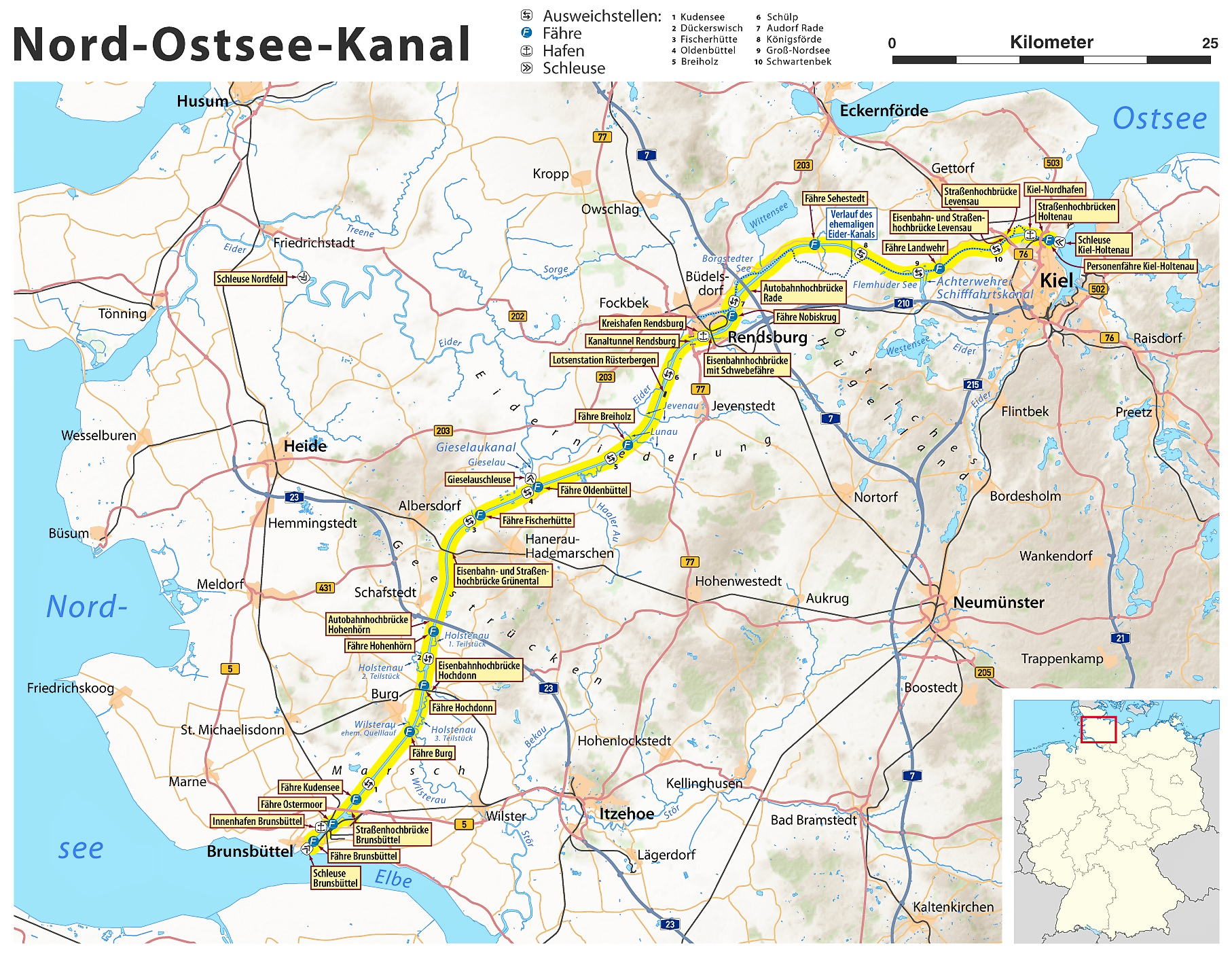

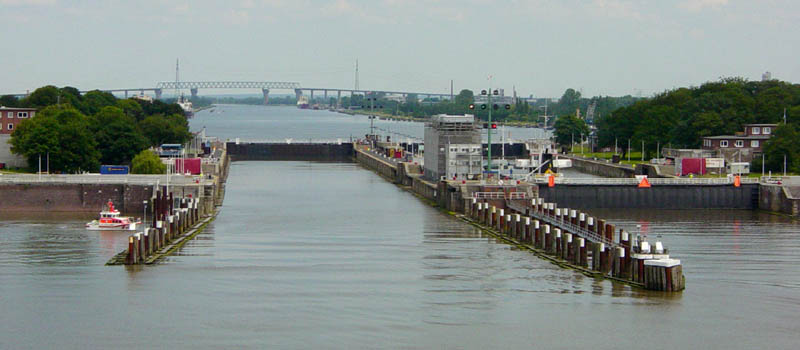
브룬스뷔텔에서 엘베강과 북해가 만나고 있다

킬 운하(Kiel Canal)의 원래 이름은 독일 북동해 운하(독일어: Nord-Ostsee-Kanal)이며 1948년까지는 빌헬름 황제 운하(독일어: Kaiser Wilhelm Kanal)로 알려졌던 운하는 총 길이 98 km (61마일)의 독일 북부 슐레스비히홀슈타인주에 자리한 운하로 북해 연안의 브룬스뷔텔(독일어: Brunsbüttel)에서 발트해 연안의 킬(독일어: Kiel)까지 연결되어 있다. 킬 운하는 발트해에서 북해까지 유틀란트반도를 빙 돌아 운행하는 것보다 평균 280 해리(미터법으로 환산하면 519 킬로미터)를 단축시키고 있다. 이 운하는 운송 시간만 단축시키는 것이 아니라 매우 위험한 바다 폭풍도 피할 수 있게 하고 있다. 세계에서 가장 많이 사용되는 인공 수로이다.

## 킬 운하 사용 통계
| 연도   | 총 화물 톤수   | 총 화물 수    | 운항 선박 척수 |
| ------ | -------------- | ------------- | -------------- |
| 1996년 | 68,481,989 톤  | 47,922,302 개 | 37,055 척      |
| 1997년 | 86,578,570 톤  | 49,257,439 개 | 36,945 척      |
| 1998년 | 84,251,621 톤  | 48,655,707 개 | 37,589 척      |
| 1999년 | 80,208,728 톤  | 45,988,623 개 | 35,482 척      |
| 2000년 | 95,083,667 톤  | 57,861,599 개 | 38,377 척      |
| 2001년 | 100,750,615 톤 | 62,471,257 개 | 38,406 척      |
| 2002년 | 103,578,354 톤 | 64,592,312 개 | 38,562 척      |
| 2003년 | 111,958,178 톤 | 72,296,794 개 | 39,797 척      |
| 2004년 | 124,888,100 톤 | 80,646,258 개 | 41,682 척      |
| 2005년 | 138,706,223 톤 | 88,186,330 개 | 42,552 척      |
| 2006년 | 149,849,714 톤 | 95,780,633 개 | 41,472 척      |
| 2007년 | 168,201,536 톤 | 99,600,730 개 | 43,231 척      |

- 본 통계 자료는 킬 운하 공식 웹사이트 의 것임(Home > Canal-info > Traffic)

## 역사
북해와 발트해를 처음 연결한 운하는 아이더 운하(Eider Kanal)로, 아이더강(Eider River)을 늘려서 건설한 운하였다. 이 운하는 1748년에 완공되었으며, 킬에서부터 서쪽 해안 퇴니히(독일어: Tönning) 근처 아이더 강어귀까지 총 길이 175 km (109 마일) 수로 중 48 km (27 마일)였다. 이 운하는 폭은 29 미터 (95 피트)였고, 깊이는 3 미터(10 피트)에 불과하여, 운하를 통과할 수 있는 배는 배수량 300 톤 미만으로 제한되었다.

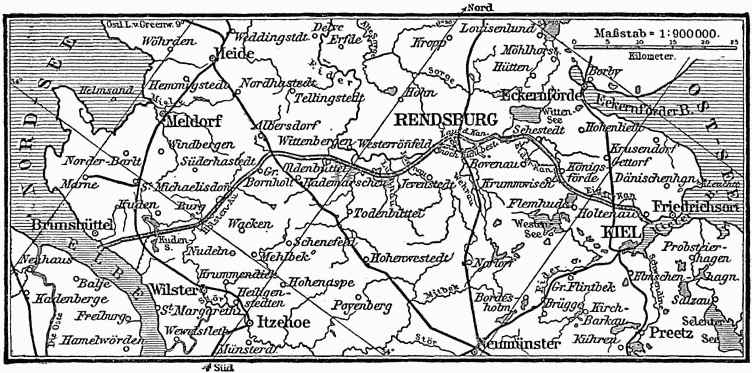
1888년의 킬 운하 지도

북해와 발트해의 해군 기지를 덴마크를 빙 돌아가지 않고 연결하려는 독일 제국 해군의 관심과 상업계의 요구가 새로운 운하 건설을 고무했다. 1887년 6월, 새 운하 토목 공사가 킬 근처 홀테나우에서 시작되어 9,000명의 노동자가 8년간 공사에 매달린 끝에 1895년 6월 21일, 빌헬름 2세 황제에 의해 브룬스뷜테에서 홀테나우까지 횡단하는 운하가 공식적으로 개통되었다. 운하 개통식은 홀테나우에서 열렸으며, 빌헬름 2세는 자신의 이름을 따서 운하를 빌헬름 황제 운하(독일어: Kaiser-Wilhelm-Kanal)라 이름지었고, 마지막 돌을 쌓았다. 운하 개통식은 영국 감독 버트 애크리스(Birt Acres)가 찍었으며, 아직 남아 있는 필름은 영국 런던의 과학박물관에서 보관하고 있다.
점점 증가하는 통행량 및 해군의 요구에 발맞추어 1907년부터 1914년까지 운하 폭을 넓히는 공사를 했다. 확장 공사 덕분에 독일 제국 해군의 드레드노트급 전함이 덴마크를 돌지 않고도 북해와 발트해를 오갈 수 있게 되었다. 확장 계획은 브룬스뷔텔과 홀테나우에 2개의 더 큰 갑문을 설치하면서 완료되었다.
제1차 세계 대전 후 베르사유 조약은 킬 운하를 국제관리 체계하에 두었으며, 아돌프 히틀러가 1936년에 국제 관리 체계를 거부했다. 제2차 세계 대전 후에는 운하는 다시 모든 종류의 운송을 할 수 있도록 개방되었다.